# Глухов Василь Павлович
Васи́ль Па́влович Глу́хов (1928—2014) — голова Мелітопольського міськвиконкому (1971—1977), депутат Запорізької облради (1971—1988), почесний громадянин Мелітополя (1999).

## Біографія
Трудову діяльність розпочав у 1943 році: одразу після визволення Мелітополя від німецької окупації за направленням міськвійськкомату брав участь у розмінуванні території міста та району. У 1944—1946 роках був учнем слюсаря в ремісничому училищі № 4. З квітня 1947 по жовтень 1952 він служив на флоті в Севастополі. Потім працював електриком у мелітопольській енергопостачальній організації. У 1959 році закінчив Мелітопольський інститут механізації сільського господарства та продовжив роботу на Мелітопольському компресорному заводі на посаді головного енергетика.
1960 року був обраний другим секретарем міськкому КПРС. З 1963 по 1971 був головою Мелітопольського міського комітету народного контролю, а в травні 1971 був обраний головою виконавчого комітету Мелітопольської міськради і працював на цій посаді до 1977 року. У 1971—1988 роках він також був депутатом Запорізької облради. У 1991—1994 роках, вже досягнувши пенсійного віку, працював заступником начальника відділу з перепису населення Запорізького обласного статистичного управління.
Помер 9 квітня 2014 року.